# Імена Бога в Біблії

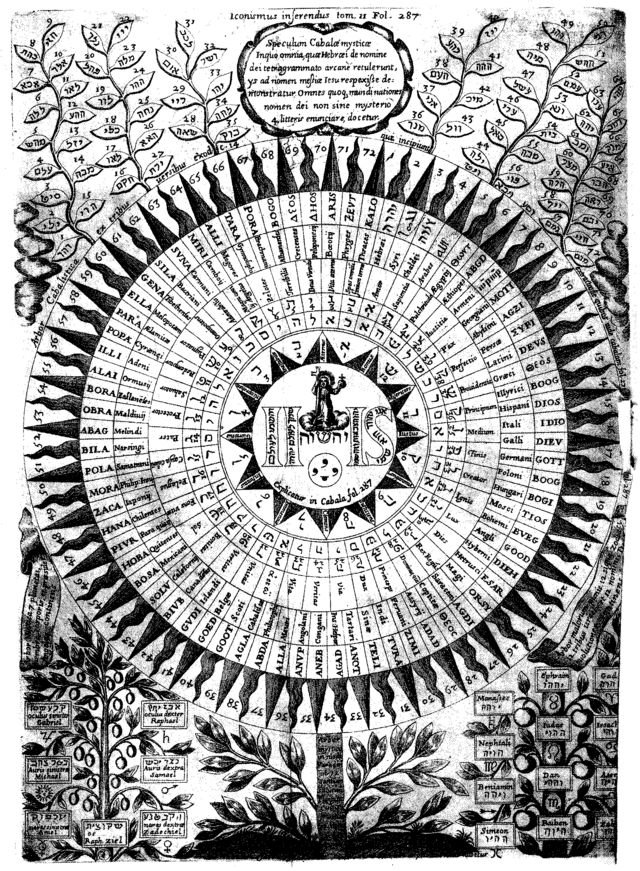
Діаграма імен Бога (Атанасій Кірхер, «Oedipus Aegyptiacus», Рим, 1652—1654).

Біблійні імена Бога — у Святому Письмі Бог найменований кількома назвами, що виражають Його істоту, діяльність, властивості й атрибути. Головні з них такі:  יֱהֹוִה  - Ягве (що з Єврейської перекладається як «Єгова»)(дав-євр. יהוה — «Я стану»; «(Він) буде», «(Він) живий», «Сущий») — варіант транскрипції одного з імен Бога, яке в оригінальному тексті Біблії передане тетраграмою יהוה (YHWH). Використовується як альтернатива традиційному (починаючи з Септуагінти, III століття до н. е.) перекладу словом «Господь».    יֱהֹוִה «ігвг» Єго́ва (др.-євр. 𐤉𐤄𐤅𐤄), яке було відомо за часів Другого Храму, але згодом втрачене в зв'язку з руйнуванням останнього в 70 році н. е. У ряді релігійних конфесій (наприклад, Свідки Єгови) ім'я «Єгова» розглядається як «приватне» або «священне» (на відміну від інших імен та епітетів Бога). Існує також й інший варіант прочитання Тетраграматону — «Яхве». У Біблії це ім'я згадується набагато частіше за інші імена. У вигляді тетраграми יְהֹוָה з'являється 6518 разів у традиційному Масоретському тексті, на додаток до 305 у вигляді יֱהֹוִה (Jehovih) — Ягве.
Старозавітне розуміння змісту і значення імені докорінно відрізняється від сучасного виголошення імен. У Старому Завіті до імені ставилися не просто як до пізнавальних знаків або назв, але як до таємничого символу, того, ім'я визначає місце, яке його носій повинен займати в світі. Ім'я таємничим чином пов'язане з душею: коли ім'я вимовляють, воно підноситься до душі свого носія. Старозавітне уявлення про ім'я визначає його не стільки як набір звуків або букв для відмінності однієї людини від іншої, скільки як зв'язок з самою людиною. Дізнатися чиєсь ім'я означає увійти в зв'язок з носієм імені, пізнати його внутрішню суть. Людина в Старому Завіті сприймається за принципом: «Яке ім'я його, такий і він» (1 Цар 25:25).
Імена які людина нарекла Богу, слід відрізняти від імені יהוה (Ягве), яке Сам Бог відкрив людству. Культ цього священного імені займає в Біблії виняткове місце. Книга Вихід розповідає про одкровення цього імені Мойсею. Бог явився йому на горі Хорив, коли Мойсей побачив кущ, який горів і не згорав:"І озвався до нього Бог з-посеред тієї тернини і сказав: Мойсею, Мойсей! Він сказав: ось я, [Господи]! І сказав Бог: Не підходь сюди; Скинь взуття своє з своїх ніг, бо місце, на якому ти стоїш, є земля свята. … І сказав Господь [Мойсеєві]: Я справді бачив біду Свого народу, що в Єгипті... Отже, іди ж Я пошлю тебе до фараона [царя Єгипетського]; і виведи з Єгипту народ Мій, синів Ізраїлевих.... І сказав Мойсей до Бога: Я прийду до Ізраїлевих синів та й скажу їм: «Бог ваших батьків послав мене до вас». А вони скажуть мені: «Яке Ім'я Його?» Що я скажу їм? Бог сказав Мойсеєві: Я є Сущий (Той, що є) יהוה. І сказав: Отак скажеш до Ізраїлевих синів: Сущий יהוה (Ягве) послав мене до вас. І сказав іще Бог до Мойсея: Отак скажеш до Ізраїлевих синів: Господь, Бог батьків ваших, Бог Авраама, Бог Ісаака і Бог Якова, послав мене до вас. А оце Ім'я Моє навіки, і це пам'ять про Мене з роду в рід» (Вих. 3. 4-15). Розуміння точного сенсу цієї розповіді вкрай важке. Буквально цей вираз означає «Я є Той, Хто Я є». Це може бути сприйнято як формула, яка вказує на небажання Бога відповісти прямо на питання (див.: Schild. 1954). Тобто розповідь може бути сприйнята не як одкровення Богом Свого особистого імені, а як вказівка на те, що на людській мові немає слова, яке було б «ім'ям» Бога в євр. розумінні — таким собі всеосяжним символом, що повністю характеризує його носія. В такому випадку відповідь Бога Мойсеєві на питання про ім'я Бога має таке ж значення, що відмова Бога назвати Своє ім'я Якову.

## Єгова, абоЯгве
Юдеї з глибокої давнини для позначення в Біблії єдиного правдивого Бога постійно вживали своєрідної їм назви יהוה (тетраграма, що на українську мову передається як Єгова або Ягве). Це ім'я набуло широкого розповсюдження за часів Мойсея й по ньому. Спочатку юдеї дивилися на Бога, як на споконвічного, всемогутнього й незмінного Творця й Правителя всього видимого й невидимого. За днів Мойсея їхнє розуміння Бога значно розширилося.
Коли на горі Хориві Бог об'явився Мойсеєві, то на його запит: «Яке Його ім'я?» — Господь відповів: «Я Той, що є, сущий» (Вихід 3:13-15). Ця відповідь оголосила людям глибше розуміння Бога, як того, який є сущий, самобутній та завжди вірний своїм обітницям і заповітам-союзам, даних їхнім батькам: Авраамові, Ісаакові та Якову. Інакше кажучи, юдеї тепер пізнали, що Бог являє Собою не тільки абсолютного Творця всього видимого й невидимого, споконвічного Вседержителя й Постачальника всього необхідного для життя, але Він також визволить їх із єгипетської неволі-рабства (Вихід 6:4-8).
Етимологія імені יהוה базується на Господніх словах: «Він спричиняє ставати» (Вихід 3:14). Таким чином назва «Ягве» походить від кореня дієслова «ставати» й означає самобутнього, споконвічного й незмінного Бога, завжди вірного укладеним своїм заповітам-союзам і обітницям, зокрема про спасіння людей.
Ягве означає абсолютну самобутність. Він являє Собою споконвічне й незмінне буття, цебто справжнє, не створене, буття, що існує самостійно, без наслідування відомих чи наявних зразків. Самобутність Ягве визначається неповторною, оригінальною своєрідністю, не схожою ні на кого й ні на що.
Ягве самобутній у своєму бутті, діяльності й абсолютно незалежний від будь-яких впливів людей та всього видимого й невидимого. Він — це єдина, постійна й вічна основа всього існування; Він першопричина Самого Себе, всього живого й неживого та всіх рухів; Ягве має Своє буття від Самого Себе, а не від когось чи чогось іншого. Тільки Йому притаманне абсолютне буття як таке, натомість усі створіння й усе інше має буття від Нього. Ягве — це ім'я Бога, що наголошує Його цілковиту вірність у додержуванні обітниць і заповітів-союзів, укладених із людьми.
Юдеї в найщирішій побожності, пієтеті й шанобливій повазі ставилися та ставляться до імені Ягве. Сповнені святим страхом, щоб часом не образити Бога марним і безпотребним покликуванням імені Ягве (Вихід 20:7), а також щоб не зловживати ним у щоденних зносинах, — вони залюбки замість Ягве почали вживати Адонай або Елогім.
Слово Ягве (також скорочена форма Яг) трапляється в Біблії в словосполучних комбінаціях, типу: «Ягве їре» — Господь нагледить (1 Мойсеева 22:8, 14); «Ягве Рафа» — Господь — твій Лікар!« (2 Мойсеєва 15:26); „Ягве Ніссі“ — Господь» — мій прапор (2 Мойсеева 17:15); «Ягве Цебаот» — Господь Саваот (Ісаї 1:9); «Ягве Шалом» — Господь миру-спокою (Суддів 6:24); «Ягве Цидкеню» — Господь — наша праведність (Єремії 23:6) ; «Ягве Шамма» — Господь тут присутній (Єзекіїля 48:35); «Ягве Ра» — Господь — мій Пастир (Пс. 22:1) тощо.
У Біблії майже послідовно вживається ім'я Ягве, коли йде мова про Бога в Ізраїлі, натомість у мовленні про Бога між поганами широке застосування має ім'я Елогім.

## Адонай
Адона́й (івр. אֲדֹנָי‬, Adonai, «мої пани, мої Господарі») — множинна форма звертання до Бога у Старому Заповіті. Найточніше і найзрозуміліше з усіх інших звертань. Походить від слова Adon («мій пан, мій Господь») та суфікса, що позначає присвійний займенник першої особи множини. Множинність звертання породжувала різні інтерпретації — особливість Бога-Творця як бога богів, пана над панами; підкреслювання унікальної величі і влади Бога тощо.  
У стосунку до людей слово «Адон» являло собою титул, що ним дана особа виявляла пошану до свого співрозмовника чи адресата. Щодо єдиного Бога, то юдеї, а зокрема пророки, послуговувалися назвою «Адонай», як епітетом, з дієсловом в однині, щоб таким чином підкреслити суверенність або повновладність Бога, як також щоб показати людям їхню залежність від Господа й повинність підпорядкуватися Йому, як це роблять слуги у відношенні до своїх панів або як жінки коряться своїм чоловікам. Говорячи знову про поганських чи уявних богів, вони звичайно вживали слова «Адонай» із дієсловом у множині.

## Ель Еліон
Гебрейське наймення Еліон означає Всевишній, Найвищий. Воно натякає на трансцендентність єдиного Бога, Якого очевидну всевишність чи найвищість годі пізнати органами чуття або дослідом, бо вона логічно усвідомлюється й безпосередньо сприймається досвідом (пережиттям) Бога вірою, інтуїцією, чуттям і спостереженням. Трансцендентність Божої всевишності є протилежністю іманентності нашої низької землі, що підпадає дослідові й яка пізнається органами чуття. Інакше кажучи, джерелом пізнання трансцедентної всевишності єдиного Бога є безпосередній досвід (пережиття, спостереження), а джерелом пізнання іманентності низької землі є дослід (посереднє розумове досліджування матеріальних речей).
Назву «Еліон» у Святім Письмі здебільшого зустрічається в складних словах, де два чи більше коренів в'яжуться в одне слово або фразу докупи, наприклад: Ел-Еліон (Всевишній Бог, 1 Мойс. 14:18-20,22); Ягве-Еліон (Всевишній Господь, Пс. 46 (47) :3), як також ім'я «Еліон» не раз трапляється як окреме самостійне слово (Всевишній, 4 Мойсеева 24:16).

## Елоаг, Елогім
Елоаг і Елогім.  Однинне ім'я «Елоаг» трапляється в поетичних текстах Біблії, головно в Книзі Йова. Елоаг передусім виражає назву єдиного правдивого Бога (1 Мойсеева 1:1; 5:22; 6:9; 11; 17:1,3, 15, 18; 20:3,6; 5 Мойсеева 4: 35; Ісуса Навина 22:22; Пс. 7:10-12; 56:3; 77:7); позначає анголів (Йова 1:6; 2:1); жителів шеолу (1 Самуїлова 28:13); людей, наділених божественною силою й даруваннями: вождів, королів, президентів, суддів тощо (Пс. 8:6, 7) та врешті поганських і християнських уявних богів, ідолів, бовванів тощо (2 Мойсеева 12:12; 32:1,4; 5 Мойсеева 29:17; 32:17; Рути 1:16; 1 Самуїлова 5:7; 2 Царів 1:2-3; 19:18; 2 Хронік 13:9; 32:15; Неемії 9:18; Йова 1:5; Псальма 113:12-16; Даниїлова 11:37-39).
Примітка: в давньоєврейській існує ціла низка термінів, що перекладається як Бог. Найбільш важливі з них це:
1. Елоаг-іменник у формі однини, що перекладається як єдиний справжній Бог; арабською це Аллах, що використовується в ісламі для визначення єдиного справжнього Бога;
2. Елогім-форма множини від Елоаг, що використовується для визначення всіх осіб у духовній сфері, включаючи єдиного справжнього Бога і добрих та поганих Ангелів;
3. Елогі-форма однини від Елогім, що використовується для окремої особи з Елогіма, особливо Малаха, який уособлював Елоага перед Ізраїлем;
4. Ель-слово у формі однини, що означає Бог і використовується для Елоага і його Малаха у різних випадках[3].

## Ель Шаддай
Ця назва Бога походить із глибокої давнини, однак її етимологія неясна, непевна й досі є предметом наукових суперечок. Правдоподібно, слово «Шаддай» має в своїй основі корінь «шад», що означає «бути навальним», а це натякає на всемогутність Бога, цебто всемогутній Бог має необмежену владу, виняткову силу, всевладний авторитет і підкоряє Собі всіх і все (1 Мойсеева 17:1; 28:3; 35:11; 48:3; 49:25). Ім'я Шаддай виступає в Біблії як окрема самостійна назва, головно в Книзі Йова, та в складних словах, типу «Ел-Шаддай» (Всемогутній Бог, 1 Мойсеева 17:1; 49:25).

## Саваоф(Цебаот)
Загально означає небесні, духовні й фізичні сили або воїнства, що Бог має в Своєму розпорядженні. Слово «Саваоф» найчастіше зустрічається в Біблії в пов'язанні з ім'ям Ягве, як його опозиція (прикладка), для позначення Божої присутності з Його силами, наприклад: Ягве, Бог Саваоф; Ягве, Бог ізраїльських військ; Ягве, Бог не-небесних сил; Ягве, Бог небесних світил тощо (1 Самуїл. 4:4; 17:45; 2 Самуїлова 6:2; Псалми 79:5,8; 83:2,4; 88:9; Ісаї 1: 9; 6:3; 37:16; Осії 12:6). Ім'я Саваоф часто зустрічаємо в Пророцьких Книгах Біблії.
У Новому Заповіті широке застосування мають тільки дві грецькі назви Бога: «THEOS» і «KYRIOS». Першим ім'ям позначається єдиного справжнього християнського Бога, а також і уявних поганських богів, натомість друге ім'я відповідає своїм значенням старозаповітній назві Ягве й передається українським словом Господь. Крім цього, Новий Заповіт замість назви Ягве-Господь вживає таких фраз: «Альфа й Омега»; «Який є, був і має 'прийти»; «Початок і Кінець»; «Перший і Останній» (Об'явлення 1:4,8, 17; 2:8; 21:6; 22:13).